# Coloradia

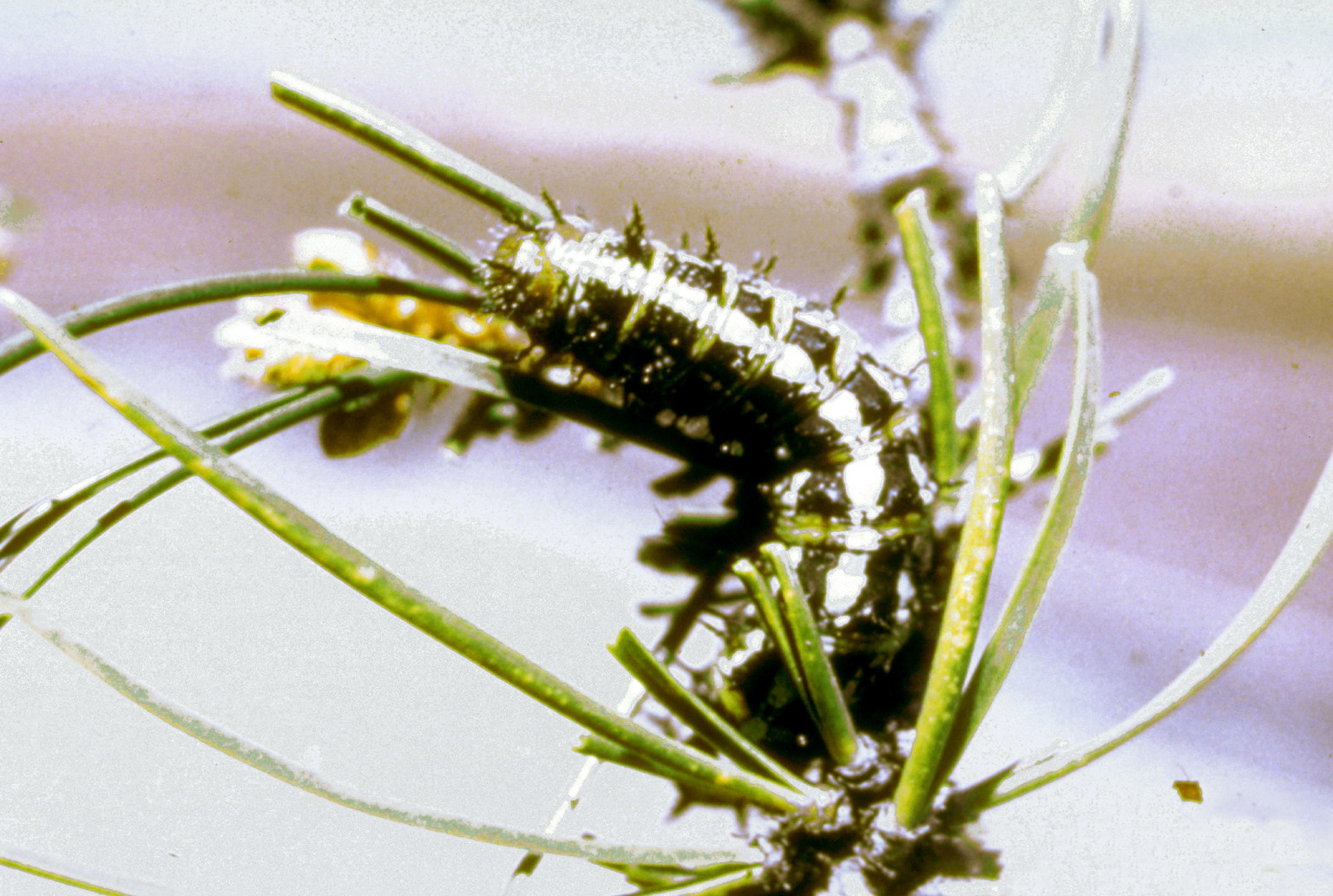
Raupe von Coloradia pandora

Coloradia ist eine Gattung der Schmetterlinge aus der Familie der Pfauenspinner (Saturniidae). The Global Lepidoptera Names Index des Natural History Museum listet 5 Arten für die Gattung. Die Gattung ist nahe mit der Gattung Hemileuca verwandt. Die indigenen Völker Amerikas haben den zweijährigen Lebenszyklus von Coloradia pandora lange Zeit beobachtet und betrachten die Raupen als Delikatesse.

## Merkmale
Die mittelgroßen Falter haben schwarz, grau, weiß und gelegentlich auch braun gemusterte Vorderflügel, die sie gut auf der Rinde von Kiefern tarnen. Die Hinterflügel, die bei Ruhestellung von den Vorderflügeln verdeckt werden, sind in unterschiedlicher Zusammensetzung verwaschen schwarz, weiß und rosa gefärbt. Ein Sexualdimorphismus zwischen den beiden Geschlechtern ist je nach Art unterschiedlich stark ausgebildet. Die Fühler der Männchen sind breit und doppelt gefiedert, die der Weibchen sind fein und gefiedert.
Die Eier sind für die Ausmaße der Falter verhältnismäßig sehr groß. Sie sind direkt nach der Ablage grün und verfärben sich später bläulich grau und haben eine dunkle Mikropyle. Die Raupen erreichen eine Körperlänge von 60 bis 80 Millimeter. Von allen Arten ist bekannt, dass sie Brennhaare besitzen, wenn auch in unterschiedlicher Länge.

## Vorkommen
Die Gattung ist in den montanen Nadelwäldern im Westen der Vereinigten Staaten von Amerika und in Mexiko verbreitet.

## Lebensweise
Die Weibchen legen ihre Eier in der Regel in kleinen Gruppen an der Basis von Kiefernnadeln oder auf der Rinde der Pflanzen ab. Man geht davon aus, dass die Raupen aller Arten an Kiefern (Pinus) fressen. Sie durchleben fünf Stadien und leben anfangs in Gruppen, wobei drei bis fünf Raupen gemeinsam an der gleichen Kiefernnadel fressen. Die Lebensweise der verschiedenen Arten ist aber ziemlich unterschiedlich. Die Imagines sind überwiegend nachtaktiv, aber zumindest von Coloradia pandora sind bei Massenvermehrungen auch Flüge am Tag dokumentiert. Die Paarung findet am Abend statt und ist nur von kurzer Dauer. Die meisten Arten treten in einer Generation pro Jahr auf, Coloradia pandora benötigt für die Entwicklung zwei Jahre. Die jungen Raupen überwintern im ersten Winter, die Puppen überwintern im zweiten Jahr. Die Verpuppung findet bei allen Arten in einem lockeren Kokon im Erdboden statt.

## Arten
Von den fünf Arten treten mit Ausnahme von Coloradia euphrosyne alle auch in den Vereinigten Staaten auf. The Global Lepidoptera Names Index des Natural History Museum listet folgende Arten der Gattung:
- Coloradia pandora Blake, 1863
- Coloradia doris Barnes, 1900
- Coloradia luski Barnes & Benjamin, 1926
- Coloradia euphrosyne Dyar, 1912
- Coloradia velda Johnson & Walter, 1979

## Belege